# Ann Curry
Ann Curry (ur. 19 listopada 1956 w Guamie) – amerykańska dziennikarka, prowadząca program Today od maja 1997 i gospodyni Dateline NBC od maja 2005.